# Елавил (Џорџија)
Елавил (Џорџија) (енгл. Ellaville) град је у америчкој савезној држави Џорџија. По попису становништва из 2010. у њему је живело 1.812 становника.

## Демографија
Према попису становништва из 2010. у граду је живело 1.812 становника, што је 203 (12,6%) становника више него 2000. године.
| Група             | 2000.       | 2010.         |
| Белци             | 800 (49,7%) | 1.053 (58,1%) |
| Афроамериканци    | 736 (45,7%) | 654 (36,1%)   |
| Азијати           | 0 (0,0%)    | 12 (0,7%)     |
| Хиспаноамериканци | 56 (3,5%)   | 77 (4,2%)     |
| Укупно            | 1.609       | 1.812         |